# Kendall, New York
Kendall är en administrativ enhet, en stad (town), i Orleans County, New York. Staden ligger i nordöstra hörnet av Orleans County, vid Ontariosjöns södra strand, nordväst om Rochester.
De första bosättarna nådde området 1812. Byggandet av Eriekanalen 1825 bidrog till att området blev attraktivt och bland annat 52 bosättare från Stavanger i Norge bosatte sig då här. 1837 grundades staden genom en delning av Murray.

Kendall i Orleans County, New York

Staden gränsar mot Hamlin i Monroe County i öster, Murray i söder och Gaines och Carlton i väster.

## Politik
Högsta politiska ämbete i staden är supervisor.